# Regula treimilor

Această fotografie a unui apus de soare luată în regiunea Thousand Islands demonstrează principiile regulii treimilor

Regula treimilor este o regulă de bază a compoziției aplicată în fotografie sau în alte arte vizuale precum pictura sau desenul.  Această regulă susține că o imagine poate fi împărțită în nouă părți egale, prin două linii imaginare orizontale echidistante și două linii imaginare verticale echidistante.  Cele patru puncte formate la intersecțiile acestor linii imaginare pot fi folosite la alinierea subiectului sau elementelor ce alcătuiesc compoziția fotografiei.  Partizanii acestei tehnici susțin că alinierea elementelor compoziției după aceste puncte creează mai multă tensiune, energie și interes comparativ cu simpla centrare a subiectului sau elementului în imagine.
Fotografia din dreapta demonstrează aplicarea regulii treimilor.  Orizontul este așezat pe linia orizontală imaginară care împarte fotografia în treimea inferioară și celelalte două treimi.  Copacul se află într-unul din punctele de intersecție a două linii imaginare; punctele de intersecție ale liniilor imaginare se mai numesc și puncte de forță.  Punctele de interes din fotografie nu trebuie să atingă neapărat una din liniile imaginare pentru a profita de regula treimilor.  Spre exemplu partea cea mai puternic iluminată a cerului, apropiată de orizontul după care soarele tocmai a apus, nu cade direct pe vreuna din liniile imaginare, ci cade aproape de unul din punctele de forță, ceea ce este însă suficient pentru a profita de regulă.
Aplicarea regulii treimilor la fotografii este considerată de mulți ca un procedeu prin care acestea devin mult mai reușite estetic și cu un aspect profesionist.  Regula treimilor se poate aplica prin aliniera subiectului sau elementelor din imagine cu liniile imaginare de ghidare, sau plasând orizontul pe linia orizontală de sus sau de jos în loc de linia orizontală centrală, sau permițând caracteristicilor liniare să treacă dint-un careu în altul.  În schimb mulți fotografi recomandă tratarea oricărei reguli de compoziție doar ca pe un simplu reper, de vreme ce se poate ajunge la mulțumire și prin ignorarea uneia sau mai multor asemenea „reguli”.